# Limax canapicianus
Limax canapicianus is een slakkensoort uit de familie van de Limacidae. De wetenschappelijke naam van de soort is voor het eerst geldig gepubliceerd in 1885 door Pollonera.